# Codex Monacensis

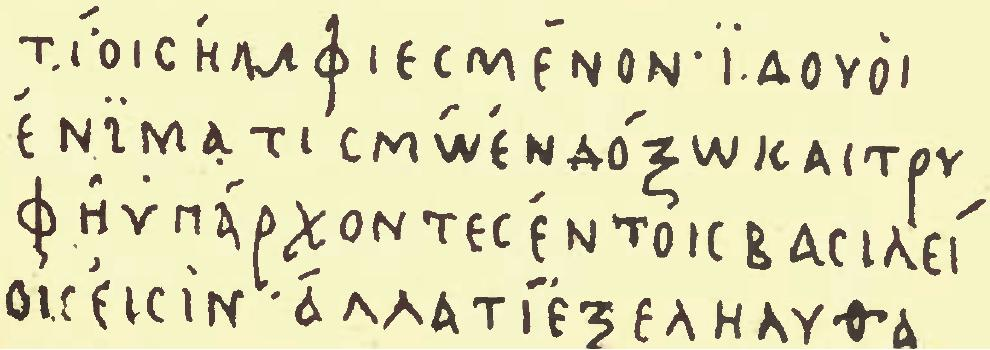
Luc 7,25-26

Il Codex Monacensis (Gregory-Aland: X o 033; Soden: A3) è un manoscritto onciale in lingua greca datato al X secolo, contenente i vangeli canonici.

## Critica testuale
Il manoscritto manca della Pericope dell'adultera (Vangelo secondo Giovanni 8,1-11) e di Matteo 16,2b-3.